# 原子力問題調査特別委員会
原子力問題調査特別委員会（げんしりょくもんだいちょうさとくべついいんかい）は、日本の衆議院に設置されている特別委員会。国会法第45条の規定に基づき設置されている。

## 概要
原子力問題調査特別委員会は、衆議院に置かれている特別委員会である。原子力問題調査特別委員会が国会に最初に置かれたのは、2013年（平成25年）1月28日召集の第183回国会である。第183回国会冒頭で設置され、現在まですべての国会で設置されている。参議院では原子力問題特別委員会が設置されたが、その後消滅している。2012年7月にまとめられた東京電力福島原子力発電所事故調査委員会（国会事故調）の提言1－2に基づくとされている。
2017年5月25日付で、同特別委に「アドバイザリーボード」が設置され、以降すべての国会で設置されている。
委員の選任は、すべて議長の指名によって行われる（衆議院規則37条）。実際には、各議院運営委員会において、各会派の議席数に応じて各委員会の委員の員数も配分され、個別の人事は配分された員数の範囲内で各会派によって行われる。
委員長は、委員の互選（国会法45条）で選任されると定められているが、投票によらないで動議によって選出されることがほとんどである。委員長の選挙は年長者が主催することになっている（衆議院規則101条）。事前に各会派間で協議された特別委員長各会派割当てと会派申出の候補者に基づいておこなわれる。なお、委員長に事故があった場合は理事が職務を行うことになっている（衆議院規則38条2項）。
理事の選任は委員の互選（衆議院規則38条1項）となっているが、委員会設置以来すべて委員長の指名により行われている。理事の員数および各会派割当ては議院運営委員会で決定した基準により、選挙など会派の構成が大きく変わった際に見直される。

## 衆議院
- 衆議院における委員の選任は、総選挙後初めて召集される会期の始めに行われる（国会法第42条および衆議院委員会先例集9号）か、国会法または衆議院規則の改正により必要となったとき（衆議院委員会先例集10号）のみであり、その他の場合は異動とみなし、委員の辞任と補欠選任で対処することになっている。
- 多くの会派は、総選挙後の国会と毎年秋に召集される臨時国会の冒頭で各委員の構成を見直すことを例としていることから、実際に委員の構成が大きく変わるのはその際である。
- 委員の会派割当数は所属議員の比率により議院運営委員会において決定される（国会法第46条および衆議院委員会先例集12号）。

### 組織
衆議院原子力問題調査特別委員会の員数は40人である（衆議院規則100条）。委員長1名、理事8名が選出または指名される。
衆議院原子力問題調査特別委員会の組織
2021年（令和3年）12月6日現在
- 原子力問題調査特別委員長
  - 赤澤亮正（自由民主党）

- 理事
  - 大西英男、神田憲次、鈴木淳司、古川康（自由民主党）
  - 菅直人、伴野豊（立憲民主党・無所属）
  - 伊東信久（日本維新の会）
  - 中野洋昌（公明党）

- 委員
  - 畦元将吾、井林辰憲、石川昭政、今村雅弘、江渡聡徳、勝俣孝明、門山宏哲、神田潤一、北村誠吾、新谷正義、高木宏壽、長坂康正、西田昭二、堀井学、三ッ林裕巳、宮内秀樹、宮澤博行、簗和生（自由民主党・国民の声）
  - 阿部知子、江田憲司、逢坂誠二、鈴木庸介、野間健、米山隆一（立憲民主党・無所属）
  - 藤巻健太、堀場幸子、吉田とも代（日本維新の会）
  - 河西宏一、平林晃（公明党）
  - 浅野哲（国民民主党・無所属クラブ）
  - 笠井亮（日本共産党）

### 所管事項
衆議院原子力問題調査特別委員会の所管事項は次の通り。
1. 原子力に関する諸問題の調査

国政調査案件
1. 原子力問題に関する事項